# Metopia italiana
Metopia italiana är en tvåvingeart som beskrevs av Thomas Pape 1985. Metopia italiana ingår i släktet Metopia och familjen köttflugor.
Artens utbredningsområde är Italien. Inga underarter finns listade i Catalogue of Life.